# 마리나 살라스
마리나 살라스(Marina Salas, 1988년 10월 17일 ~ )는 스페인의 배우이다.